# Leptacis ambrensis
Leptacis ambrensis är en stekelart som beskrevs av Lubomir Masner 1960. Leptacis ambrensis ingår i släktet Leptacis och familjen gallmyggesteklar. Inga underarter finns listade i Catalogue of Life.